# Battling Siki
Louis Mbarick Fall (Saint-Louis (Senegal), 16 september 1897 – New York, 15 december 1925), in de bokswereld bekend als Battling Siki, was een Senegalees-Frans bokser actief tussen 1912 en 1925. Hij was de eerste wereldkampioen boksen uit Afrika.

## Biografie

### Senegal
Hij werd in 1897 geboren in de noordelijke Senegalese havenstad Saint-Louis. Als tiener dook hij vanaf een klif om in zee gegooide munten op te halen.

### Frankrijk
Een Nederlandse danseres of Franse actrice bracht hem naar Europa waar hij op 14-jarige leeftijd begon te boksen. Hij veranderde zijn voornaam naar Louis en van 1912 tot 1914 behaalde hij acht overwinningen, zes nederlagen en tweemaal onbeslist.
In Wereldoorlog I vocht hij in een Afrikaanse eenheid van het Franse leger en ontving voor moed de onderscheidingen Croix de Guerre en Médaille Militaire.
Hij werkte zich op in de landelijke bokswereld en kwam uiteindelijk voor de Franse Wereldkampioen Georges Carpentier te staan die hij versloeg. Een poging van de scheidsrechter om hem, wegens het zogenaamd laten struikelen van de tegenstander, niet tot winnaar uit te roepen werd door de juryleden wegens enorm publiek protest overstemd. Die dag werd hij de eerste Afrikaanse wereldkampioen boksen. Nadien verklaarde Siki dat de kamp verkocht was en dat hij had moeten verliezen, maar dat had hijzelf duidelijk anders gepland.

### België, Nederland
Rik Senten ontdekte Siki tijdens een meeting in Parijs en bracht hem als nieuwe manager in 1922 mee naar Antwerpen. Reeds gewaarschuwd over het karakter van zijn nieuwe poelein diende hij hem aan een kort zeel te houden, want niet altijd lukte. Kort voor een gepland gevecht om 21:00 was Siki spoorloos en moest Antwerpen afgezocht worden om hem uiteindelijk in een uitgangsgelegenheid nabij het centraal station terug te vinden. Hij werd naar de sportzaal begeleid en startte alsnog zijn gepland gevecht tegen Jef DePaus. Ondanks zijn toestand kon hij er nog een onbesliste kamp van maken. Qua officiële gevechten in België verscheen Siki twee maal in de Antwerpse Palatinat tegen DePaus, op 19 mei 1922 in het Hippodroompaleis te Antwerpen tegen Harry Reeve en ook nog in de Trocadero in Elsene tegen Alphonse Rogiers. 
Senten organiseerde hetzelfde jaar nog een toer door Nederland met Siki. In Rotterdam leerde Siki Trijntje van Appeltere (1902-1983) kennen, waarmee hij huwde. In 1921 kregen zij een zoon, Louis Fall junior. Moeder en zoon bleven in Rotterdam tot aan het Duitse bombardement op deze stad in 1940. Louis junior was een jazzmusicant die reisde door heel Europa.

### Ierland, Verenigde Staten

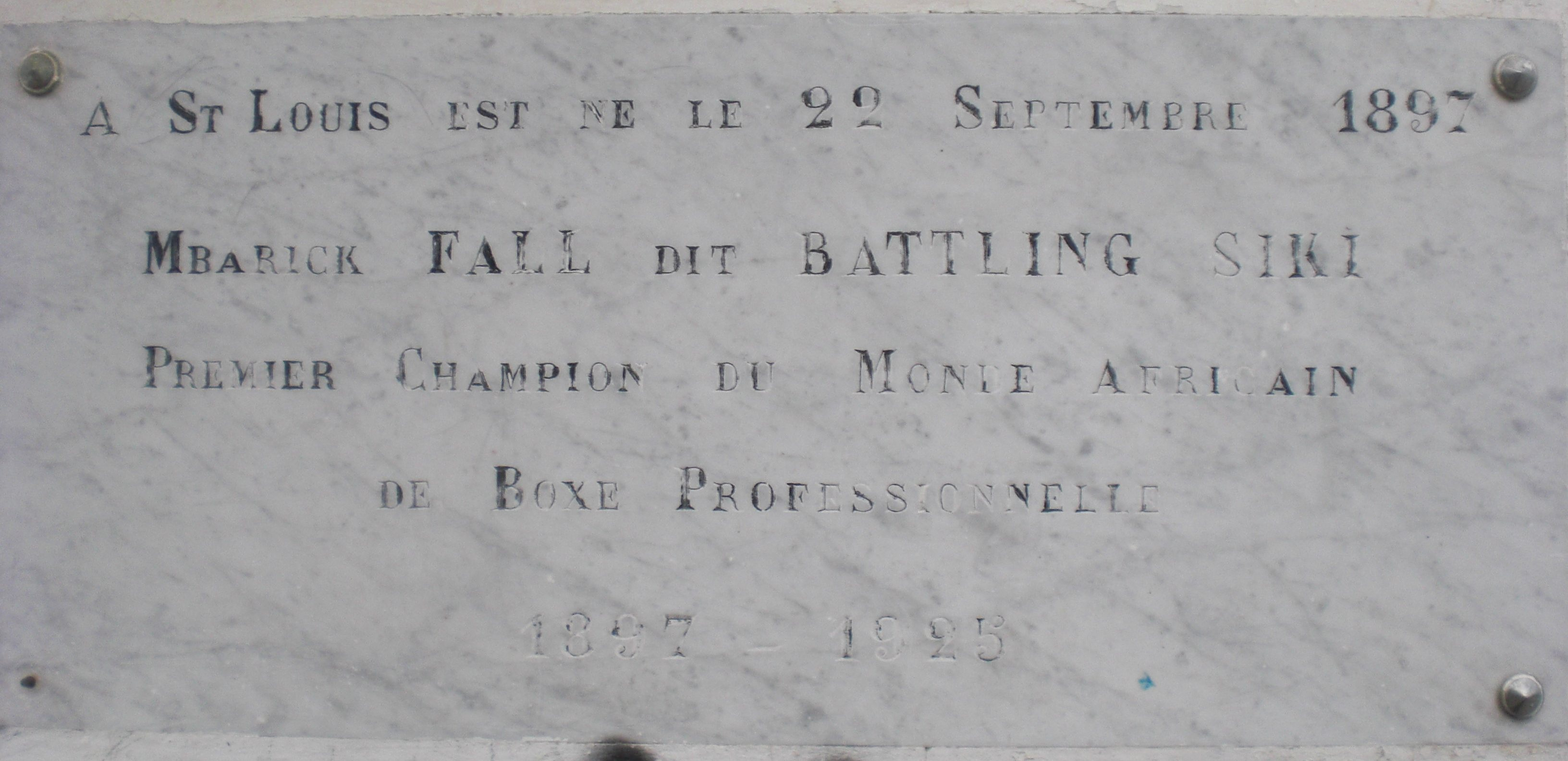
Memorialplaat in Saint Louis, Senegal.

In 1923 vertrok Siki naar Ierland en leverde er op 17 maart in Dublin een gevecht van 20 ronden tegen Mike McTigue. Deze laatste werd als overwinnaar uitgeroepen maar dit werd gezien als een 'thuisbeslissing' van de scheidsrechter. Vanaf dan zullen er 2 wereldkampioenen zijn door de internationale verdeeldheid over deze kamp.
Na een korte stop reisde hij verder door naar de Verenigde Staten. Hij leverde daar diverse kampen maar worstelde er met de segregatie die er onder meer voor zorgde dat hij ondanks zijn status van bekend bokser geweigerd werd in diverse gelegenheden.
Op 15 december 1925 na aan avondje stappen in New York, een discussie met twee blanken, een ontmoeting met een politieman en in beschonken toestand verkerend, liep er iets mis en werd Siki nadien met 2 kogels in de rug en met zijn gezicht in de modder teruggevonden.
Rik Senten beschrijft de gebeurtenis in zijn boek '100 Gongslagen' als "... een blauw erwtje, toevallig uit den Browning van een police-man ontsnapt, den levenslustigen Siki op den weg ontmoette, en hem voor eeuwig knocked-out sloeg". Een onderzoek zag eerder de lokale maffia als dader, maar de moord werd nooit opgelost.
Battling Siki werd in 1925 in Amerika begraven maar in 1993 naar zijn geboortestad in Senegal gerepatrieerd.

## Gevechten

### Officiele gevechten
Op basis van de informatie op boxrec.com waar meer details beschikbaar zijn.
| 91 Gevechten    | 60 Overwinningen | 24 Verliezen | 7 Onbeslist |
| --------------- | ---------------- | ------------ | ----------- |
| Knock-out       | 31               | 4            |             |
| Op punten       | 26               | 16           |             |
| Diskwalificatie | 3                | 4            |             |